# Булановка (Красноярский край)
Булановка — деревня в Емельяновском районе Красноярского края. Входит в состав Тальского сельсовета.

## География
Деревня находится в центральной части края, в пределах подтаёжно-лесостепного района лесостепной зоны, на левом берегу реки Миндерлы, на расстоянии приблизительно 29 километров (по прямой) к северо-северо-востоку (SSE) от посёлка городского типа Емельяново, административного центра района. Абсолютная высота — 205 метров над уровнем моря.
Климат
Климат характеризуется как резко континентальный, с продолжительной морозной зимой и коротким тёплым летом. Средняя температура воздуха самого тёплого месяца (июля) составляет 19 °C (абсолютный максимум — 38 °C); самого холодного (января) — −16 °C (абсолютный минимум — −53 °C). Продолжительность безморозного периода составляет в среднем 95 — 115 дней. Среднегодовое количество атмосферных осадков составляет 430—680 мм, из которых большая часть выпадает в летний период.

## История
Основана в 1896 году. По данным 1926 года имелось 73 хозяйства и проживало 402 человека (197 мужчин и 205 женщин). В национальном составе населения того периода преобладали русские. Функционировала школа I ступени. В административном отношении входила в состав Тальского сельсовета Красноярского района Красноярского округа Сибирского края.

## Население
| 2010 |
| ---- |
| 38   |

Половой состав
По данным Всероссийской переписи населения 2010 года в гендерной структуре населения мужчины составляли 42,1 %, женщины — соответственно 57,9 %.
Национальный состав
Согласно результатам переписи 2002 года, в национальной структуре населения русские составляли 60 % из 57 чел., чуваши — 30 %.